# 第5次沖縄抗争
第5次沖縄抗争（だい5じおきなわこうそう）は、1983年に沖縄県で起きた、旭琉会対山口組系「上原組」の抗争事件。

## 前史
第4次沖縄抗争の結果、旭琉会は山口組との友好関係を構築することに成功した。会長の多和田真山はこれを機に組織改革を実施したが、この改革に対する不満が根強く、1982年10月9日に射殺された。

## 概要
前回の抗争で旭琉会の攻撃を受けていた上原組は、多和田会長射殺を機に対旭琉会工作を活発化させたが、旭琉会の新和一家は上原組に対し警告を発していた。
1983年4月に新和一家総長殺人未遂事件が発生し、第5次抗争が勃発した。
警察の迅速な対応と、旭琉会側の自重により、今回の抗争は1ヶ月余りで終結した。